# Governor Oliver Ames Estate
Das Governor Oliver Ames Estate ist ein 36 Acres (14,57 ha) großes Naturschutzgebiet und Kulturdenkmal in Easton im Bundesstaat Massachusetts der Vereinigten Staaten. Es ist nach dem ehemaligen Gouverneur des Bundesstaates, Oliver Ames, benannt und wird von der Organisation The Trustees of Reservations verwaltet.

## Geschichte
Die Einflüsse der Familie Ames sind in Easton und Umgebung noch heute spürbar; so sind neben der von Henry Hobson Richardson entworfenen und im NRHP eingetragenen Oakes Ames Memorial Hall auch die Bibliothek und die örtliche High School nach ihr benannt. Die viktorianischen Gebäude und Felsengärten wurden von Frederick Law Olmsted konzipiert. Nach dem Tod von Ames und seiner Frau Anfang des 20. Jahrhunderts verließen seine Kinder das Anwesen, das daraufhin zunehmend verfiel. Die Villa der Familie wurde später abgerissen.
Die Trustees konnten einen Teil des Geländes im Jahr 2012 mit Unterstützung der Stadtverwaltung, privater Spender und eines staatlichen Förderprogramms erwerben und als Schutzgebiet ausweisen.

## Schutzgebiet
Das Gelände befindet sich in unmittelbarer Nähe des North Easton National Historic District ca. 30 mi (48,3 km) von Boston entfernt. Ames, dessen Familie im 19. Jahrhundert mit einer Manufaktur für Schaufeln zu großem finanziellen Reichtum kam, erwarb das Grundstück und gestaltete es im Laufe der Zeit so, wie es heute noch zu großen Teilen erhalten ist. Charakteristisch sind die heute mehr als 100 Jahre alten Bäume, weite Grasflächen und einige Teiche.
Das ehemalige Anwesen umfasst eine deutlich größere Fläche als das Schutzgebiet der Trustees, weshalb einige Bereiche als Privatgrundstück markiert und nicht für die Öffentlichkeit zugänglich sind. Das Schutzgebiet selbst ist tagsüber geöffnet und kostenfrei zugänglich.